# Danh sách phim điện ảnh Hàn Quốc năm 1952
Đây là danh sách phim được sản xuất tại Hàn Quốc vào năm 1952.
| Phát hành   | Tên tiếng Anh       | Tên tiếng Hàn | Đạo diễn        | Diễn viên | Thể loại                   | Ghi chú |
| ----------- | ------------------- | ------------- | --------------- | --------- | -------------------------- | ------- |
| 1952        |                     |               |                 |           |                            |         |
| 10 tháng 5  | Seongbulsa          | 성불사        | Yun Bong-chun   |           | Phim truyền hình, giác ngộ | [ 1 ]   |
| 15 tháng 7  | The Evil Night      | 악야          | Shin Sang-ok    |           | Phim truyền hình           | [ 2 ]   |
| 1 tháng 8   | The Night of Horror | 공포의 밤     | Son Jun         |           | Xã hội đen, tội phạm       | [ 3 ]   |
| 15 tháng 10 | The Street of Sun   | 태양의 거리   | Min Kyoung-sik  |           | Phim truyền hình, giác ngộ | [ 4 ]   |
| 20 tháng 10 | A Veiled Lady       | 베일부인      | Eo Yak-seon     |           | Nhạc kịch xưa              | [ 5 ]   |
| 15 tháng 11 | Nakdong River       | 낙동강        | Jeon Chang-keun |           | Phim truyền hình, giác ngộ | [ 6 ]   |